# Vodovodna cesta, Ljubljana
Vodovodna cesta je ena izmed cest v Ljubljani.

## Zgodovina
Leta 1899 je občinski svet potrdil imenovanje Vodovodne ceste; razlog za tako poimenovanje so bile tu ležeče cevi ljubljanskega vodovoda.
Leta 1919 so na področju Spodnje Šiške poimenovali cesto, ki je postala podaljšek prvotne Vodovodne ceste. Šišensko cesto pa so leta 1923 preimenovali v Podmilščakovo ulico.
Leta 1939 so Vodovodno cesto podaljšali vse do Kleč.
Po izgradnji severne ljubljanske obvoznice je bila trasa ceste presekana, zato so odsek obvoznica - Kleče preimenovali v Cesto Urške Zatlerjeve.

## Urbanizem
Cesta poteka od stika z Dunajsko cesto do T-križišča s Verovškovo ulico.
Na cesto se (od severa proti jugu) navezujejo: Slovenčeva, Triglavska, Kolarjeva, Podmilščakova, Posavskega ulica, Dravska, Žolgerjeva, Koroška, Trg 9. maja, Samova in Kuzmičeva.